# 中村美律子
中村美律子（日语：／ Nakamura Mitsuko，1950年7月31日—），本名中村美津子（舊姓小松），是日本的演歌歌手，出生於大阪府東大阪市。

## 人物・逸話
1986年出道。在當地·大阪尤其受到巨大的歡迎。多年主持的電視節目「演歌一夜」和每日廣播「乾杯!Talk song」也令人印象深刻。幼年時河內音頭（領唱）中鍛煉了紮實的歌唱力，豐富的情感世界充滿魅力。特別是加入台詞的演歌和歌謡浪曲的表達能力尤為出色。 歌謡浪曲「留在記憶中的母親」（瞼の母）超過19分鐘，旁白、忠太郎、母親、女兒和歌者，一人飾演五種角色，都能處理自如，令觀眾感動到落淚。
年底的除夕日，成為慣例的『NHK紅白歌合戰』，1992年的第43次以自己的代表曲「河內男人節」（河内おとこ節）首次出場。之後作為紅白合戰的常客，到2010年的第61回共計15次演出。

## 作品（單曲作品）
1. 戀的肥後山茶花　（恋の肥後つばき／1986.8.25發行）
c/w　夜的千日前（夜の千日前）
2. 女人的戀戀不舍 （女のみれん／1988.9.23發行）
c/w　等待的季節（待つだけの季節）
3. 河內男人調子　（河内おとこ節／1989.6.28發行）　『NHK紅白歌合戰』1992年、1995年、1998年、2002年、2004年、2008年、2009年歌唱曲
c/w　情川（なさけ川）
4. 大阪情話～跟我一起生活吧!　（大阪情話～うちと一緒になれへんか～／1990.1.24發行）
c/w　四万十川之宿（四万十川の宿）
5. 大阪情話～跟我一起生活吧!（加入台詞） （1990.2發行）
c/w　四万十川之宿
6. 戀的廣小路（合唱：落合博滿） （恋の広小路／1990.12.12發行）
7. 幸福酒　（しあわせ酒／1991.3.27發行）　超過20萬張的大熱
c/w 酒是男人的搖籃曲（酒は男の子守唄）
8. 留在記憶中的母親　（瞼の母／1991.8.30發行）
c/w　刃傷松之廊下（刃傷松の廊下）
9. 一人酒場　（酒場ひとり／1992.4.8發行） 第25屆日本作詩大獎
c/w　湯宿時雨（湯の宿しぐれ）
10. 男道 （1992.4.8發行）
c/w　夢篝（夢かがり）
11. 美律子的河內音頭 （美律子の河内音頭／1992.7.22發行）
c/w　歌謠浪曲夏清十郎（歌謡浪曲お夏清十郎）
12. 一人酒場（加入台詞） （酒場ひとり／1993.2發行）
c/w　旅途之宿（旅路の宿で）
13. 島田的嘣嘣歌　（島田のブンブン／1993.3.17發行）　1993年紅白歌唱曲
c/w　極楽トンボ
14. 袖摺坂（そですりざか） （1993.3.17發行）
c/w　私がめんどうみてあげる
15. 候鳥的姐妹（合唱：春野百合子） （渡り鳥姉妹／1993.6.2發行）
16. 壺坂情話　（1993.10.6發行）　超過20萬張的大熱
c/w　雪蜉蝣（雪かげろう）
17. 浪花物語（合唱：五木宏） （1994.4.25發行）
c/w　談酒（語り酒）
18. 空港狂想曲　（空港ラプソディー／1994.8.31發行）
c/w　夢空港音頭
19. 紅渔歌　（くれない漁歌／1994.10.19發行）
c/w　阿鈴（おりん）
20. 港的女人　（港のおんな／1995.4.8發行）
c/w　女人的夢（女の夢）
21. 精彩　（華になれ／1995.8.23發行）
c/w　明白了嗎！（分かったか！）
22. 歌謠浪曲　壺坂情話 （1995.11.8發行）
23. 精彩（加入台詞） （華になれ／1995.12.6發行）
c/w　明白了嗎！（分かったか！）
24. 天草四郎時貞 （1996.2.28發行）
c/w　媽媽（かあさん）
25. 人生草草了事七十件　（人生そこそこ七十点／1996.8.7發行）　1996年紅白歌唱曲
c/w　迷戀大阪（惚れて大阪）
26. 男人喝酒的時候　（男が酒を飲むときは／1996.8.7發行）
c/w　雲上的青空（雲の上の青空）
27. 人生櫻　（人生桜／1997.2.26發行）　1997年紅白歌唱曲
c/w　戀戀不舍的酒（みれん酒）
28. 美律子的一心太助（主題曲） （美律子の一心太助／1997.3.26發行）
c/w　女若衆江戶祭（女若衆江戸祭り）
29. 朱雀門 （1998.1.1發行）
c/w　都なら
30. 瀨戶港　（瀬戸の港／1998.7.16發行）
c/w 高山時雨（高山しぐれ）
31. Boogie Woogie時代 （ブギウギ時代／1998.12.23發行）
c/w　希望舟（舟がほしい）
32. 河内酒 （1999.6.16發行）　1999年紅白歌唱曲
c/w　冬雨情話
33. 鳶 （2000.1.26發行）
c/w　河內山車祭（河内だんじり）
34. 女人的純情　（おんなの純情／2000.9.27發行）2000年紅白歌唱曲
c/w　一人的自言自語（ひとりごと）
35. 紅圍裙　（赤いエプロン／2001.6.17發行） 船村徹作曲生活50周年記念作品
c/w　逢酒春秋
36. 港町情話 （2001.10.6發行）　2001年紅白歌唱曲 出道15周年記念作品
c/w　龍田川（竜田川）
37. 戀愛 （めおと恋／2002.3.6發行）
c/w　婚宴（披露宴）
38. ふるさとで暮らそうよ （2002.9.4發行）
c/w　大洋小調（オーシャン音頭）
39. 吾妻男和浪花的女人（合唱：北島三郎） （あづま男と浪花のおんな／2002.11.21發行）
c/w　港·酒宿（港・酒のやど）
40. 戀的大和路～梅川・忠兵衛｢冥途的信使｣～　（恋の大和路～梅川・忠兵衛｢冥途の飛脚｣～／2003.3.19發行）
c/w　明日坡（明日坂）
41. もどりゃんせ （2003.9.18發行）
c/w　浪花心（浪花ごころ）
42. 一本勝負 （2004.6.2發行）
c/w　男人的氣魄（男の意地）
43. 暖簾花 （暖簾の花／2004.12.15發行）
c/w　大阪大好きや～出世地蔵に手を合わせ～
44. 留在記憶中的母親（編集盤） （瞼の母／2005.2.2發行）
c/w　私がめんどうみてあげる
45. 風交給我　（風まかせ／2005.6.1發行）　作詞：瀨戶內寂聽
c/w　男人的酒杯（男の盃）
46. 通宵達旦的熱舞石松　（夜もすがら踊る石松／2006.2.22發行）　作詞：阿久悠
c/w　馬食一代（馬喰一代）
47. 下津井・瀑布・まだかな橋　（下津井・お滝・まだかな橋／2006.8.9發行）
c/w　河內十人斬河内十人斬り）
48. 山車祭　（だんじり／2007.4.25發行） 第40屆日本作詩大獎 2007年紅白歌唱曲
c/w　美律子のさのさ
49. 戀瀬川　（恋瀬川／2008.1.1發行）
c/w　酒情（酒なさけ）
50. 女人的旅途 （女の旅路／2008.9.10發行） 第50屆日本唱片大獎最佳歌手獎
c/w　段平生命段平いのち）
51. 淚的情書（合唱：香田晋）　（涙のラブ・メール／2008.12.10發行）
52. 伴侶　（つれあい／2009.5.27發行）
c/w　女人的幸福一定會來 女のしあわせきっと来る）
53. 只有你　（あなただけ／2010.2.10發行）
c/w　花月亭

### NHK紅白歌合戰出場歷
| 年度/放送回   | 回 | 曲目                                     | 出演順 | 對戰相手      |          |
| ------------- | -- | ---------------------------------------- | ------ | ------------- | -------- |
| 1992年/第43回 | 初 | 河內男人小調（河内おとこ節）             | 13/28  | 冠二郎        |          |
| 1993年/第44回 | 2  | 島田的嘣嘣歌（島田のブンブン）           | 19/26  | THE BOOM      |          |
| 1995年/第46回 | 3  | 河內男人小調（2）                        | 15/25  | 西城秀樹（1） |          |
| 1996年/第47回 | 4  | 人生草草了事七十件（人生そこそこ七十点） | 06/25  | 吉幾三        |          |
| 1997年/第48回 | 5  | 人生櫻（人生桜）                         | 04/25  | 鳥羽一郎（1） |          |
| 1998年/第49回 | 6  | 河內男人小調（3）                        | 04/25  | 鳥羽一郎（2） |          |
| 1999年/第50回 | 7  | 河内酒                                   | 08/27  | 西城秀樹（2） |          |
| 2000年/第51回 | 8  | 女人的純情（おんなの純情）               | 04/28  | 山川豐        |          |
| 2001年/第52回 | 9  | 港町情話                                 | 08/27  | 前川清        |          |
| 2002年/第53回 | 10 | 河內男人小調（4）                        | 13/27  | 森進一        | 前半壓軸 |
| 2004年/第55回 | 11 | 河內男人小調（5）                        | 11/28  | 氣志團        |          |
| 2007年/第58回 | 12 | 山車祭（だんじり）                       | 03/27  | w-inds.       |          |
| 2008年/第59回 | 13 | 河內男人小調（6）                        | 10/26  | 色情塗鴉（1） |          |
| 2009年/第60回 | 14 | 河內男人小調（7）                        | 07/25  | 色情塗鴉（2） |          |
| 2010年/第61回 | 15 | 河內男人小調（8）                        | 04/22  | Flumpool      |          |

## 主要出演作品

### 電視劇
- 走失刑事純情派（はぐれ刑事純情派／朝日電視・東映）友情出演

### 綜藝節目
- 森田一義時間笑一笑又何妨!（森田一義アワー 笑っていいとも!／客串、富士電視）
- 徹子的房間（徹子の部屋／朝日電視）
- 從Studio Park向你問好（スタジオパークからこんにちは／NHK）
- 獅子的祝您健康（ライオンのごきげんよう／富士電視）
- 明石家秋刀魚（さんまのまんま／關西電視）
- 旅行・夢心情（いい旅・夢気分／東京電視）

## 關連
- 理索納銀行 - 理索納銀行情報誌（日文）

## 外部連結
- ゴールデンミュージックプロモーション公式携帯サイト （页面存档备份，存于） - DoCoMo、EZeb、SoftBank公式サイト（日文）
- 『中村美律子物語～雲の上の青い空』ストーリー紹介（页面存档备份，存于）（日文）